# Broué
Broué – miejscowość i gmina we Francji, w Regionie Centralnym, w departamencie Eure-et-Loir.
Według danych na rok 1990 gminę zamieszkiwało 675 osób, a gęstość zaludnienia wynosiła 56 osób/km² (wśród 1842 gmin Regionu Centralnego Broué plasuje się na 561. miejscu pod względem liczby ludności, natomiast pod względem powierzchni na miejscu 1042.).